# Me at the zoo
Me at the zoo é o primeiro vídeo publicado na plataforma YouTube. Foi postado em 23 de abril de 2005 às 20h27min12 PDT (23 de abril de 2005 às 2h17min12 UTC) pelo cofundador do site Jawed Karim, com o nome de usuário "jawed" e gravado por seu amigo do ensino médio Yakov Lapitsky.
Ele criou sua conta no mesmo dia. O vídeo de 19 segundos foi filmado por Yakov no Zoológico de San Diego, com Karim na frente dos elefantes em sua exposição em Elephant Mesa, detalhando suas longas trombas.

## Transcrição
Uma transcrição traduzida do vídeo:

"Tudo bem, então aqui estamos na frente dos elefantes, e o legal desses caras é que eles têm trombas muito, muito, muito grandes, e isso é legal e é tudo o que há para dizer."
Em 2013, o YouTube introduziu um novo requisito que obrigava todos os usuários que quisessem comentar a usar contas do Google+. Em resposta a isso, Karim atualizou a descrição e adicionou duas anotações ao vídeo.

## Recepção
O Los Angeles Times explicou em 2009 que "como o primeiro vídeo enviado ao YouTube, desempenhou um papel fundamental na alteração de como as pessoas consumiam mídia e ajudou a inaugurar uma era de ouro dos vídeos de 60 segundos". The Observer descreve sua qualidade de produção como pobre. A Digital Trends classificou o vídeo de "caso não descrito" e "explícito" que definiu "o tom do que estava por vir" no YouTube.

## Legado
Greg Jarboe descreve a representação do vídeo de um "momento comum" como "extraordinário" para a época, demonstrando a visão do co-fundador do YouTube sobre o que o site se tornaria. De acordo com Jarboe, Me at the zoo mostrou que o YouTube não era apenas sobre "capturar momentos especiais em vídeo", mas também tentar capacitar os usuários "a se tornarem os transmissores do amanhã". Isso abriu caminho para o site se tornar a comunidade de vídeos online mais popular do mundo. Aaron Duplantier disse que a "vida cotidiana" comum e a "estética seca" de Me at the zoo definem o tipo de conteúdo amador original que se tornaria típico do YouTube, especialmente entre os youtubers e vloggers. Além de ser o primeiro vídeo, ele também foi descrito como o primeiro vlog do YouTube.
O Business Insider o classificou como o vídeo do YouTube mais importante de todos, afirmando que ele "representa o YouTube — não precisa ser essa produção sofisticada; pode ser acessível. O primeiro vídeo do YouTube é algo que qualquer um pode criar por conta própria". O New York Observer também classificou o vídeo como o mais importante na história do YouTube, afirmando ser "praticamente um artefato histórico". O BuzzFeed o listou entre os 20 vídeos online mais importantes de todos os tempos.